# بخش سیکار
بخش سیکار (به انگلیسی: Sikar district) یک منطقهٔ مسکونی در هند است که در Jaipur division واقع شده‌است. بخش سیکار ۷٬۷۴۲٫۴۴ کیلومتر مربع مساحت و ۲٬۶۷۷٬۳۳۳ نفر جمعیت دارد.